# Pheidole schwarzmaieri
Pheidole schwarzmaieri är en myrart som beskrevs av Borgmeier 1939. Pheidole schwarzmaieri ingår i släktet Pheidole och familjen myror. Inga underarter finns listade i Catalogue of Life.